# Pavol Rankov
Pavol Rankov,  född 1964 i Poprad, Slovakien, är en slovakisk författare.
Författaren studerade bibliotek- och informationsvetenskap på Universitetet Komenský i Bratislava, Slovakien.
Författarens debutroman ”S odstupom času” (Med tidens gång, 1995) vann Ivan Krask-priset 1995 och 1997 tilldelades han Premio Letterario Internazionale (internationella litteratur-priset)"Jean Monnet" från det italienska kulturministeriet. I den litterära tävlingen Poviedka 2001 vann han SME Daily Award. 
År 2001 gav han ut romanen ”Oni a my/My a oni” (Dem och vi/Vi och dem).
Rankovs noveller publicerades i tidskrifter (i alfabetisk ordning) Dotyky, Infoknihy, Kalligram (översättning till ungerska), Kankán, Knižná revy, Kultúrny život, Maternica, Nové slovo, Orol tatranský, Pulz, RAK - Revue aktuálne kultúry, Romboid, Slovak Literary Review (översättning till engelska), Slovak Views, SME, Studium (översättning till polska) och Tvorba T. 
Han publicerade också prosa i samlingen ”Den slovakiska novellen” (översättning till svenska), Dúšok jedu, Pontes ’96 (översättning till engelska) 
Våren 2003 publicerades ett urval av noveller översatta av Nikolai Fenersky i Bulgarien. Han publicerade också fackböcker, år 2002 kom boken med titeln ”Masskommunikation, massmedia och informationssamhället”. ”Informationssamhället - Perspektiven, paradoxer, problem” (2006) är en analytisk och läsarvänlig syn på sambandet mellan information och samhällsutveckling. 
År 2014 vann han det polska litteraturpriset Nagroda Literacka Europa Środkowa "Angelus" (Centraleuropeiskt litteraturpris "Angelus") för sin roman ”Stalo sa prvého septembra (alebo inokedy)”.